# Natanebi
A Natanebi ( grúzul: ნატანები  ) egy folyó Grúzia nyugati részén, Guria régióban található . Sekvetili közelében ömlik a Fekete-tengerbe .A folyó 60 kilométer (37 mi) hosszú, és 657 négyzekilotméter (254 sq mi) vízelvezető medencével rendelkezik   .  
A Natanebi az ókori Isis folyónak felel meg, amelyet Arrian Nicomedia görög történész ír le az Euxine-tenger Periplusában . 